# Hôtel Shepheard
L’hôtel Shepheard (« Shepheard's Hotel ») est un ancien hôtel situé dans le centre-ville du Caire, en Égypte, en activité des années 1840 à 1952, date de son incendie lors des émeutes du Caire. Un hôtel moderne est construit à proximité en 1957.

## Histoire
L'hôtel porte à l'origine, dans les années 1840, le nom d'« hôtel des Anglais ». En 1860, l'hôtel est renommé « Shepheard's Hotel », du nom de son propriétaire, Samuel Shepheard (1816-1866), un entrepreneur anglais qui gérait les lieux avec un certain M. Hill, connaissance de l’ancien vice-roi Méhémet Ali. En 1845, Hill renonce à ses droits sur l'hôtel et Shepheard en devient l'unique propriétaire. En 1861, il le vend et se retire à Eathorpe, en Angleterre. Connu pour sa grandeur et son opulence mais parfois critiqué pour sa cuisine, l'hôtel est alors l'un des plus célèbres de la ville. Il compte plusieurs clients prestigieux, comme Henry Morton Stanley, Horatio Herbert Kitchener, Winston Churchill, Ronald Storrs et T. E. Lawrence. 
Il est entièrement rénové en 1891, 1899, 1904, 1909 et 1927.
Pendant la Première Guerre mondiale, l'hôtel est le quartier général britannique des forces armées britanniques au Moyen-Orient. Il est totalement détruit le 26 janvier 1952 par les tirs anti-britanniques (« Cairo Fire »), qui ont lieu pendant la guerre civile qui conduit à la révolution.

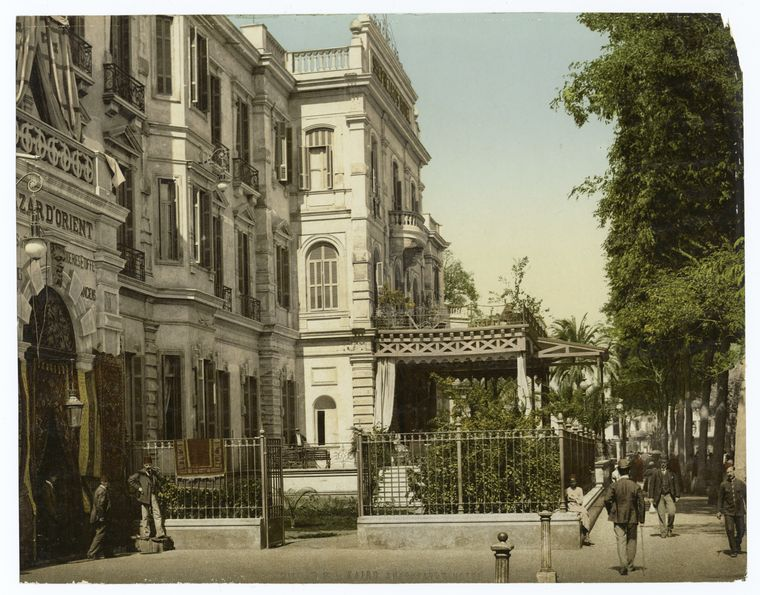
Vue de l'hôtel de côté.
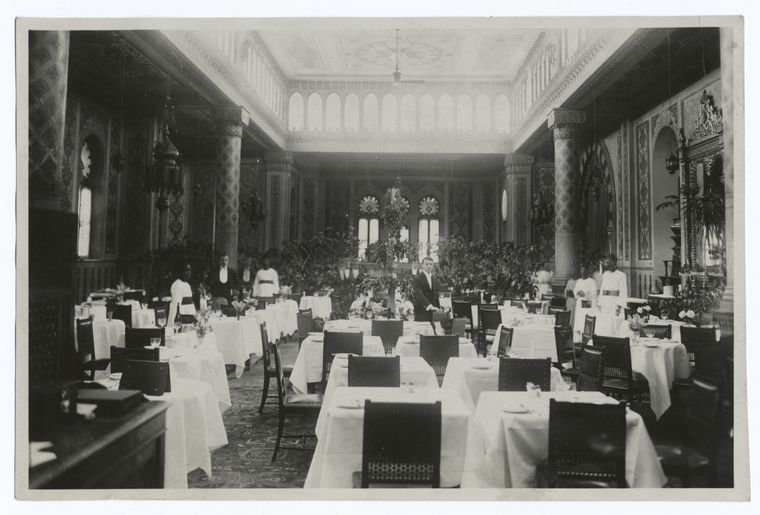
La salle à manger mauresque.
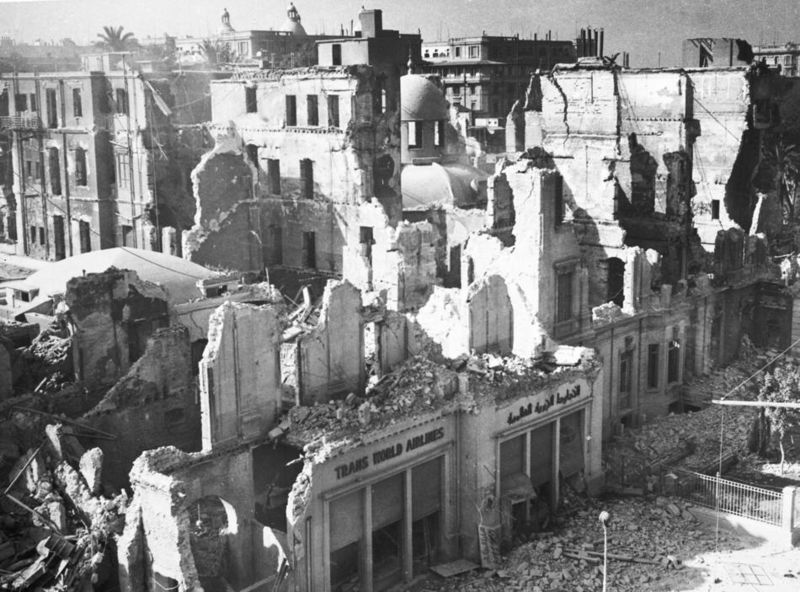
L'hôtel après l'incendie de 1952.

Un nouvel hôtel Shepheard (« Shepheard Hotel », et non plus « Shepheard's Hotel ») est érigé en 1957 par l'Egyptian Hotels Ltd dans le centre du Caire, à 1/2 mile du site original. Il est la propriété de EGOTH (Egyptian General Company for Tourism and Hotels). Pendant un certain temps, il est la propriété de la société de gestion Helnan International Hotels, et l'hôtel, en conséquence, était connu comme le « Helnan Shepheard Hotel ». Un contrat signé le 29 septembre 2009, désigne la société Rocco Forte pour gérer l'hôtel ; en vertu de ce contrat, la société exploite l'hôtel pendant la période juillet 2010-juin 2011, après quoi l'hôtel est fermé pour rénovation.
En avril 2022, le groupe Mandarin Oriental reprend la gestion de l'hôtel. L'établissement, encore en rénovation, prévoit de rouvrir en 2024 avec 188 chambres et 88 suites.

## Dans les arts

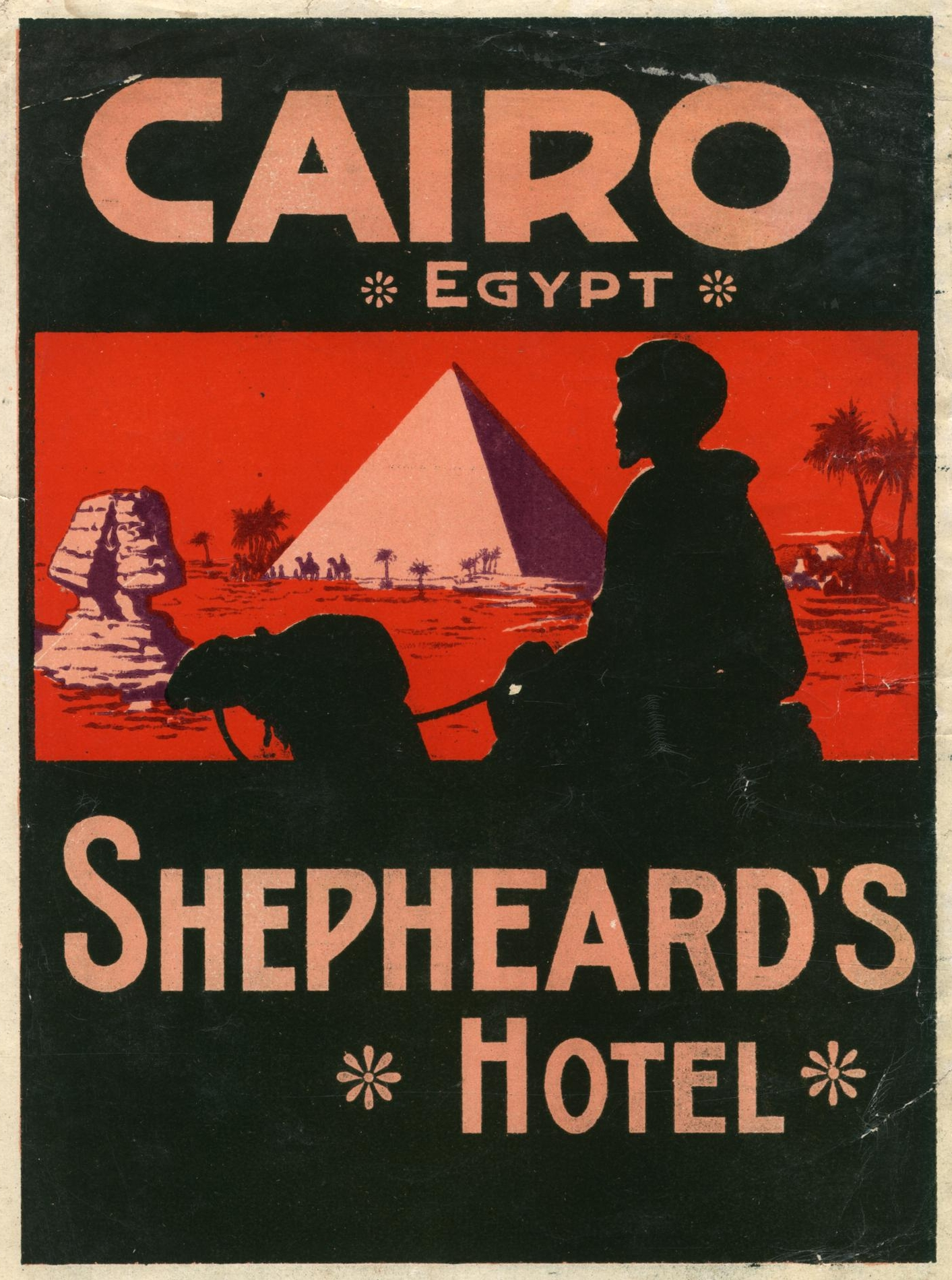
Affiche publicitaire pour l'Hôtel Shepheard

Des scènes du film The Camels are Coming (1934) y sont tournées. Pour figurer l'ancien hôtel dans Le Patient anglais (1996), les scènes sont tournées dans le Grand Hôtel des Bains de Venise (Italie).

## Sources
- (en) Cet article est partiellement ou en totalité issu de l’article de Wikipédia en anglais intitulé « Shepheard's Hotel » (voir la liste des auteurs).